# 盖伯斯豪森
盖伯斯豪森（德語：Gerbershausen）是德国图林根州的市镇，隶属于艾希斯费尔德县。总面积为7.55平方千米，截至2023年12月31日总人口为605人。